# Литвица (Ровненская область)
Литвица (укр. Літвиця) — село, входит в Трипутнянский сельский совет Дубровицкого района Ровненской области Украины.
Население по переписи 2001 года составляло 394 человека. Почтовый индекс — 34151. Телефонный код — 3658. Код КОАТУУ — 5621888206.

## Местный совет
34150, Ровненская обл., Дубровицкий р-н, с. Трипутня, ул. Шевченко, 61.